# Estádio Olímpico de Canoagem Slalom

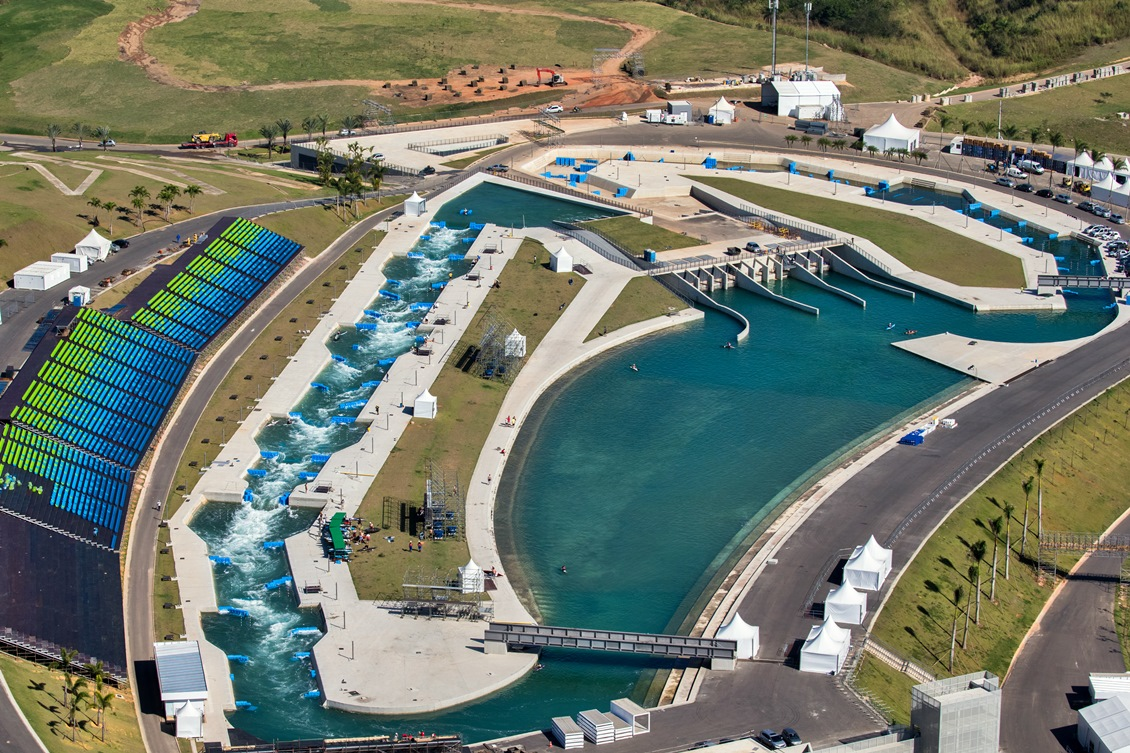
Vue aérienne de l'Estádio de Canoagem Slalom

L’Estádio Olímpico de Canoagem Slalom est le site accueillant les épreuves de slalom de canoë-kayak aux Jeux olympiques d'été de 2016 de Rio de Janeiro (Brésil).
Il fait partie du complexe sportif X-Parc situé dans le parc olympique de Deodoro (pt), dans le quartier de Vila Militar.